# Хандо (Цалкский муниципалитет)
Хандо (груз. ხანდო) — село в Грузии, на территории Цалкского муниципалитета края (мхаре) Квемо-Картли.

## География
Село находится в юго-восточной части Грузии, на южном склоне Триалетского хребта, на расстоянии приблизительно 24 километров (по прямой) к северо-западу от города Цалка, административного центра муниципалитета. Абсолютная высота — 1728 метров над уровнем моря.

## Население
По результатам официальной переписи населения 2014 года в Хандо проживало 184 человека (92 мужчины и 92 женщины). В национальной структуре населения грузины составляли 100 %.
| Год  | Население, человек |
| ---- | ------------------ |
| 2002 | 187                |
| 2014 | ↘ 184              |